# Achhnera
Achhnera (o Achnera) è una suddivisione dell'India, classificata come municipal board, di 19.974 abitanti, situata nel distretto di Agra, nello stato federato dell'Uttar Pradesh. In base al numero di abitanti la città rientra nella classe IV (da 10.000 a 19.999 persone).

## Geografia fisica
La città è situata a 27° 10' 60 N e 77° 46' 0 E e ha un'altitudine di 166 m s.l.m..

## Società

### Evoluzione demografica
Al censimento del 2001 la popolazione di Achhnera assommava a 19.974 persone, delle quali 10.639 maschi e 9.335 femmine. I bambini di età inferiore o uguale ai sei anni assommavano a 3.211, dei quali 1.708 maschi e 1.503 femmine. Infine, coloro che erano in grado di saper almeno leggere e scrivere erano 11.144, dei quali 6.999 maschi e 4.145 femmine.